# Ліси Північних Кордильєр
Ліси Північних Кордильєр (ідентифікатор WWF: NA0613) — неарктичний екорегіон тайги, розташований на заході Канади.

## Географія
Екорегіон лісів Північних Кордильєр простягається від півдня Юкону і крайнього південного заходу Північно-Західних територій до півночі Британської Колумбії. Він охоплює Північні Скелясті гори, найпівнічнішу частину Скелястих гір, а також Внутрішні гори, які простягаються на захід від них, та плато Сіткін, розташоване ще західніше. Гори та міжгірські плато екорегіону є частиною Північноамериканських Кордильєр, великого гірського поясу, який простягається з півночі на південь через західну частину Північної Америки. Північною межею регіону є широка низовина, по якій протікає річка Лаярд, найбільша притока Маккензі.
На заході, в горах Берегового хребта, екорегіон переходить у тундру та крижані поля гір тихоокеанського узбережжя, на північному заході — у тундру Аляскинського хребта та гір Святого Іллі, на півночі — у сухі ліси внутрішніх районів Юкону, на сході — у ліси передгір'їв Альберти і Британської Колумбії та у ліси Маскуа і Великого Невільничого озера, а на півдні — у гірські ліси Центральної Британської Колумбії.

## Клімат
В межах екорегіону переважає субарктичний клімат (Dfc або Dsc за класифікацією кліматів Кеппена), а у високогір'ях — тундровий клімат (ET за класифікацією Кеппена). Середньорічна температура в екорегіоні становить близько -2 °C, середня літня температура становить 10 °C, а середня зимова температура коливається від -18,5 °C до -13 °C. Середньорічна кількість опадів в регіоні коливається від 350 до 600 мм, але на великих висотах вона може досягати 1000 мм. На низьких висотах звернених на північ гірських схилів поширена багаторічна мерзлота.

## Флора
В межах екорегіону поширені різноманітні рослинні угруповання, на розподіл яких впливає висотна поясність. 
На низьких висотах регіону, де клімат тепліший, ніж у високогір'ях, поширені густі бореальні ліси, основу яких складають сизі ялини (Picea glauca), чорні ялини (Picea mariana) та скручені сосни (Pinus contorta), а також деякі широколистяні дерева, зокрема паперові берези (Betula papyrifera) та американські осики (Populus tremuloides). Важливим екологічним фактором, який впливає на рослинність екорегіону, є часті пожежі. У молодих ранньосукцесійних насадженнях переважають американські осики (Populus tremuloides) та скручені сосни (Pinus contorta), які поступово змінюються ялинами.
У субальпійських лісах, нижче верхньої межі лісу, переважають субальпійські ялиці (Abies lasiocarpa), чорні ялини (Picea mariana), сизі ялини (Picea glauca) та більш рідкісні ялини Енгельмана (Picea engelmannii), а також деякі листяні чагарники. У альпійській зоні поширені карликові чагарники берези (Betula spp.) та верби (Salix spp.), різноманітні кущі з родини вересових (Ericaceae), трави, лишайники та мохи.

## Фауна
В межах екорегіону зустрічається 55 видів ссавців та близько 165 видів птахів. Серед поширених в екорегіоні ссавців слід відзначити гризлі (Ursus arctos horribilis), барибала (Ursus americanus), західного лося (Alces alces andersoni), чорнохвостого оленя (Odocoileus hemionus), барана Далла (Ovis dalli), снігову козу (Oreamnos americanus), вовка (Canis lupus), койота (Canis latrans), звичайну лисицю (Vulpes vulpes), канадську рись (Lynx canadensis), звичайну росомаху (Gulo gulo), американську куницю (Martes americana), американського горностая (Mustela richardsonii), американського зайця (Lepus americanus), червону вивірку (Tamiasciurus hudsonicus), канадського голкошерста (Erethizon dorsatum), сивого бабака (Marmota caligata), арктичного ховраха (Urocitellus parryii), канадського лемінга (Lemmus trimucronatus) та комірцеву пискуху (Ochotona collaris). На берегах річок поширені канадські бобри (Castor canadensis), канадські видри (Lontra canadensis), річкові візони (Neogale vison) та болотяні ондатри (Ondatra zibethicus). В долині річки Леярд зустрічаються лісові бізони (Bison bison athabascae).
Серед поширених в екорегіоні птахів слід відзначити білу куріпку (Lagopus lagopus), тундрову куріпку (Lagopus muta), білохвосту куріпку (Lagopus leucura), канадську дикушу (Canachites canadensis), американського орябка (Bonasa umbellus), манітобського тетерука (Tympanuchus phasianellus), жовтобрового тетерука (Dendragapus obscurus), білоголового орлана (Haliaeetus leucocephalus), беркута (Aquila chrysaetos), сапсана (Falco peregrinus), лебедя-трубача (Cygnus buccinator), американську сивку (Pluvialis dominica) та канадського журавля (Antigone canadensis).

## Збереження
Близько 16,7 % площі екорегіону є заповідними територіями. Загалом близько 85 % території екорегіону є відносно незайманими. Природоохоронні території включають: Національний парк Наганні, Провінційний парк Денетія, Територіальний парк Кусава, Заповідник Не'ах, Провінційний парк Спатізійського плато та Провінційний парк Та Ч'іла.